# Lekkoatletyka na Azjatyckich Igrzyskach Młodzieży 2009
Lekkoatletyka na Azjatyckich Igrzyskach Młodzieży 2009 – zawody sportowe, które odbyły się w Singapurze na stadionie Bishan pomiędzy 30 czerwca i 3 lipca.

## Rezultaty

### Mężczyźni
| Konkurencja:       | 1. miejsce                                                                                 | Rezultat | 2. miejsce                                                                           | Rezultat | 3. miejsce                                                             | Rezultat |
| 100 m              | Masaki Nashimoto                                                                           | 10.82    | Kittisak Phiraksa                                                                    | 11.11    | Shahrir Mohd Anuar                                                     | 11.13    |
| 400 m              | Masanori Oishi                                                                             | 48.92    | Nitipol Thongpoon                                                                    | 49.27    | Abdullah Abkar                                                         | 49.29    |
| 800 m              | Ravi Kumar                                                                                 | 1:55.91  | Amir Biranvand                                                                       | 1:55.93  | Indunil Madushan Herath                                                | 1:56.33  |
| 1500 m             | Waleed Alayah                                                                              | 4:00.91  | Rahul Kumar                                                                          | 4:05.01  | Amir Biranvand                                                         | 4:05.32  |
| 110 m przez płotki | Lu Jiateng                                                                                 | 13.96    | Nader Al-Haydar                                                                      | 14.12    | Wu Han-wei                                                             | 14.52    |
| 400 m przez płotki | Chen Dong                                                                                  | 53.19    | Selwyn Jebaraj Mervin                                                                | 54.41    | Yousef Karam                                                           | 54.80    |
| Sztafeta 4 x 200 m | Tajlandia · Pongskorn Sopakorn · Nitipol Thongpoon · Kittisak Phiraksa · Jirapong Meenapra | 1:27.89  | Sri Lanka · Madushanka Athawuda · Heshan Amarasinghe · Ashen Fernando · Dulaj Lahiru | 1:32.57  | Bahrajn · Ali Al-Doseri · Ali Abdulla · Yunes Asabeel · Faisal Mohamed | 1:33.80  |
| Skok wzwyż         | Ren Wei                                                                                    | 2.02     | Kim Yeon-jae                                                                         | 2.00     | Sergey Oleshko                                                         | 2.00     |
| Skok o tyczce      | Sho Hibasa                                                                                 | 4.81     | Chi Chien-hao                                                                        | 4.30     | Sean Lim                                                               | 4.30     |
| Skok w dal         | Huang Haibing                                                                              | 7.28     | Pang Ying Kit                                                                        | 6.81     | Mohammad Al-Hasan                                                      | 6.68     |
| Trójskok           | Konstantin Kudryashov                                                                      | 14.80    | Yan Tun                                                                              | 14.59    | Ruslan Kurbanov                                                        | 14.59    |
| Pchnięcie kulą     | Li Jun                                                                                     | 19.45    | Mehdi Kargarnejad                                                                    | 16.76    | Panyawut Bumroong                                                      | 15.95    |
| Rzut dyskiem       | Arjun                                                                                      | 58.72    | Kenta Akiba                                                                          | 51.84    | Yevgeniy Milovatskiy                                                   | 51.73    |
| Rzut oszczepem     | Rohit Kumar                                                                                | 74.70    | Cheng Chao-tsun                                                                      | 71.97    | Raheem Khan                                                            | 60.73    |

### Kobiety
| Konkurencja:       | 1. miejsce                                                                                | Rezultat | 2. miejsce                                                        | Rezultat | 3. miejsce                                                                                        | Rezultat |
| 100 m              | Lee Sun-ae                                                                                | 12.16    | Akane Kimura                                                      | 12.36    | He Jiawen                                                                                         | 12.44    |
| 400 m              | Benjamas Yuadthong                                                                        | 57.38    | Elina Michina                                                     | 57.73    | Hsu Yu-wen                                                                                        | 58.01    |
| 800 m              | Namita Kabat                                                                              | 2:15.55  | Cà Thị Thận                                                       | 2:20.43  | Myint Swe Li                                                                                      | 2:22.14  |
| 1500 m             | Li Zhixuan                                                                                | 4:34.44  | Ko Yong-sim                                                       | 4:36.80  | Pooja Varhade                                                                                     | 4:39.04  |
| 100 m przez płotki | Mayu Ueda                                                                                 | 14.18    | Park Seui-gi                                                      | 14.67    | Inez Leong                                                                                        | 15.22    |
| 400 m przez płotki | Cheng Yafan                                                                               | 1:02.15  | Lê Bình Định                                                      | 1:02.79  | Mekala Sushma                                                                                     | 1:03.44  |
| Sztafeta 4 x 200 m | Tajlandia · Patcharapan Sakporm · Supawan Thipat · Gedsuda Kumklieng · Benjamas Yuadthong | 1:41.29  | Japonia · Mayo Ueda · Manami Date · Misaki Kuroiwa · Akane Kimura | 1:44.36  | Sri Lanka · Akshana Maralanda · Nadeeshani Henderson · Nimesha Siriwardhana · Pabasara Senanayake | 1:45.14  |
| Skok wzwyż         | Wu Meng-chia                                                                              | 1.75     | Fung Wai Yee                                                      | 1.73     | Svetlana Proshkina                                                                                | 1.68     |
| Skok o tyczce      | Xu Huiqin                                                                                 | 3.75     | Remi Odajima                                                      | 3.55     | Jong Un-sim                                                                                       | 3.00     |
| Skok w dal         | Pennapa Tantragool                                                                        | 5.58     | Reyma Thomas                                                      | 5.06     | Melissa Wu                                                                                        | 4.94     |
| Trójskok           | Kim Jong-gum                                                                              | 12.34    | Yang Xiuhong                                                      | 12.17    | Alexandra Solovyeva                                                                               | 11.91    |
| Pchnięcie kulą     | Nazanin Golahmadi                                                                         | 8.77     | Fatima Omer                                                       | 8.21     | –                                                                                                 |          |
| Rzut dyskiem       | Gu Yu                                                                                     | 45.43    | Subenrat Insaeng                                                  | 42.98    | Pak Kum-hyang                                                                                     | 39.43    |
| Rzut oszczepem     | Lee Seon-hye                                                                              | 41.10    | Stephanie Cimato                                                  | 36.21    | –                                                                                                 |          |